# Saint-Nic
Saint-Nic é uma comuna francesa na região administrativa da Bretanha, no departamento Finisterra. Estende-se por uma área de 18,18 km². Em 2010 a comuna tinha 787 habitantes (densidade: 43,3 hab./km²).